# Gniechowice
Gniechowice (deutsch: Gnichwitz, von 26. Januar 1937 Yorckschwert, vom 27. Februar 1937 bis 1945 Altenrode) ist ein Ort am Fluss Czarna Woda in der Stadt- und Landgemeinde Kąty Wrocławskie im Powiat Wrocławski der Woiwodschaft Niederschlesien in Polen. 

## Geschichte
Hier wurden Siedlungsspuren aus der Jungsteinzeit gefunden. „Gniechowiczi“ wurde erstmals 1288 erwähnt und für das Jahr 1299 ist eine Kirche belegt. Ab 1337 gehörte es dem Adelsgeschlecht Reichenbach, in den Jahren 1404–1561 der Familie Ungerathen, von 1561 bis 1945 der Grafen von Saurma-Jeltsch. Ende des 18. Jahrhunderts gab es hier eine Brauerei, eine Brennerei, eine Wassermühle und zwei Windmühlen, 1860–63 wurde eine evangelische Kirche erbaut, die in den 1950er Jahren abgerissen wurde.

## Sehenswürdigkeiten
- Das Schloss Gnichwitz ist ein zweigeschossiger Barockbau aus dem Ende des 17. Jahrhunderts. Es wurde mehrfach renoviert und umgebaut.[2] Im demokratischen Polen wurde es von einer Privatperson gekauft, nicht renoviert und begann zu verfallen. Zu Beginn des 21. Jahrhunderts wurde es vom nächsten Eigentümer gekauft, der mit den Renovierungsarbeiten begann, diese jedoch einstellte (Stand 2024).
- Die katholische Pfarrkirche St. Philomena (urspr. St. Martin) ist eine gotische Saalkirche mit neugotischen Elementen. Der Bau stammt wohl vom Ende des 15. Jahrhunderts. Während der Reformation war die Kirche einige Zeit protestantisch. Der Kirchfriedhof ist von einer Bruchsteinmauer umgeben.

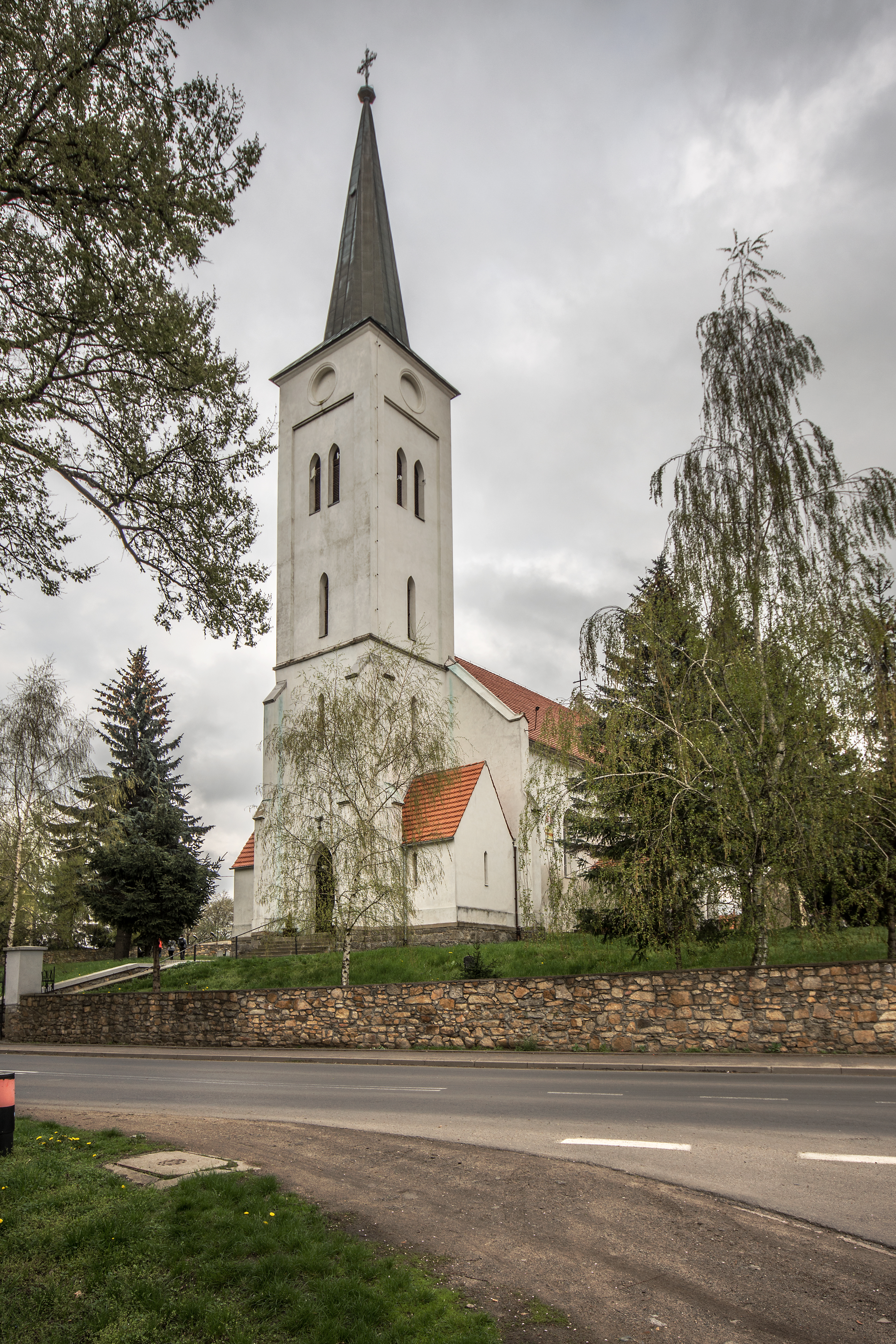
St. Philomena
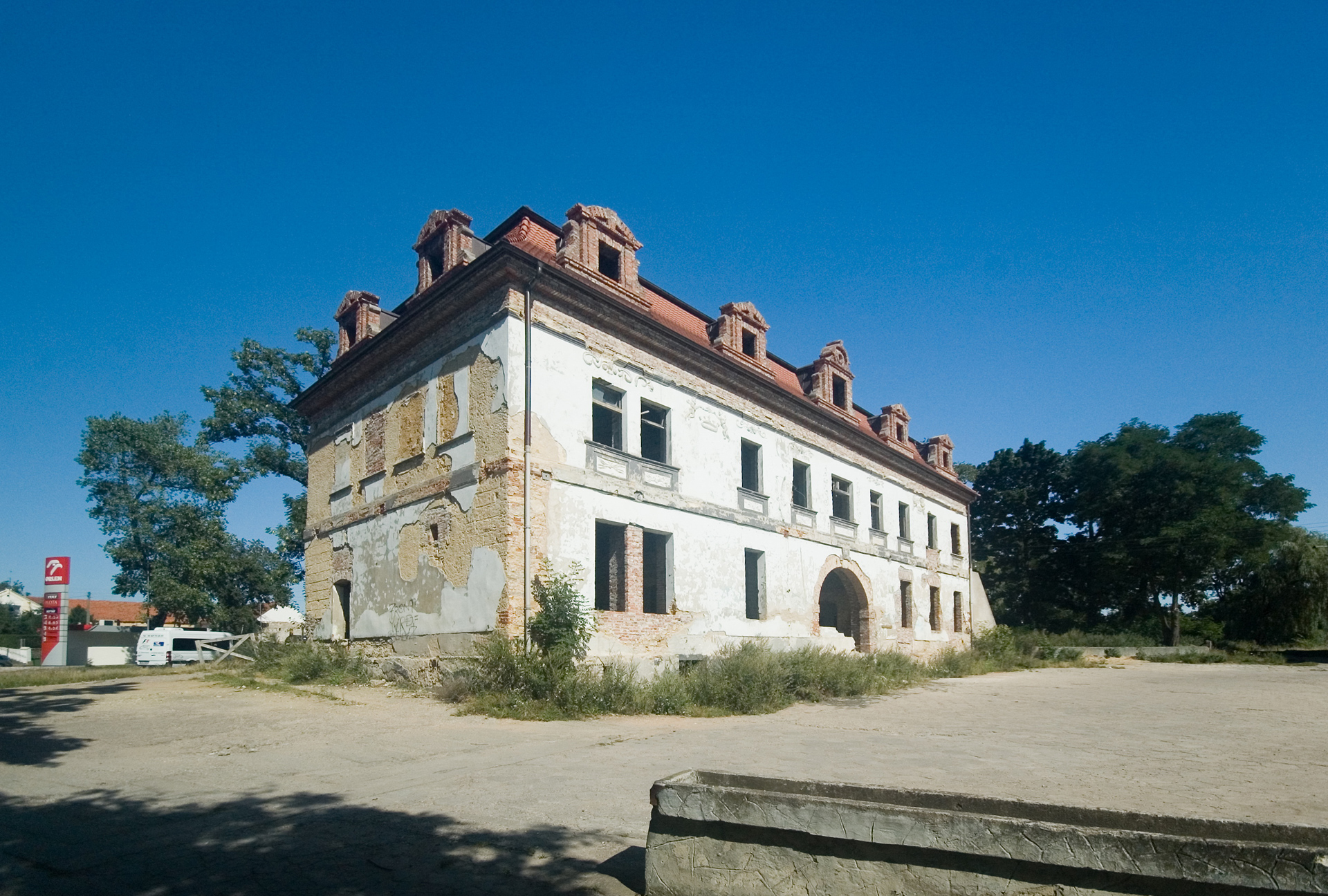
Das Schloss

## Verkehr
Durch Gniechowice verläuft die Nationalstraße Nr. 35, welche die Woiwodschaftsstraße Nr. 346 kreuzt.